# Elecciones regionales de Ayacucho de 2006
Las elecciones regionales de Ayacucho de 2006 se llevaron a cabo el 19 de noviembre de 2006 para elegir al presidente regional, al vicepresidente regional y al Consejo Regional para el periodo 2007-2010. La elección se celebró simultáneamente con elecciones regionales y municipales (provinciales y distritales) en todo el Perú.

## Sistema electoral
El Gobierno Regional de Ayacucho es el órgano administrativo y de gobierno del departamento de Ayacucho. Está compuesto por el presidente regional, el vicepresidente regional y el Consejo Regional.
La votación del presidente, vicepresidente y consejo regional se realiza en base al sufragio universal, que comprende a todos los ciudadanos nacionales mayores de dieciocho años, empadronados y residentes en el departamento de Arequipa y en pleno goce de sus derechos políticos.
El Consejo Regional de Ayacucho está compuesto por 11 consejeros elegidos por sufragio directo para un período de cuatro (4) años, en forma conjunta con la elección del presidente regional. La votación es por lista cerrada y bloqueada. Se asigna a la lista ganadora los escaños según el método d'Hondt o la mitad más uno, lo que más le favorezca.

## Composición del Consejo Regional de Ayacucho
La siguiente tabla muestra la composición del Consejo Regional de Ayacucho antes de las elecciones.
| Partidos | Partidos                                      | Consejeros |
| -------- | --------------------------------------------- | ---------- |
|          | Partido Aprista Peruano                       | 7          |
|          | Movimiento Independiente Integración Regional | 1          |
|          | Perú Posible                                  | 1          |
|          | Unidad Nacional                               | 1          |
|          | Frente Independiente Moralizador              | 1          |

## Partidos y candidatos
A continuación se muestra una lista de los principales partidos y alianzas electorales que participaron en las elecciones:
| Candidatura | Candidatura | Partidos y alianzas                                         | Candidatos | Candidatos               | Ideología                                        | Resultado previo | Resultado previo | Ref. |
| Candidatura | Candidatura | Partidos y alianzas                                         | Candidatos | Candidatos               | Ideología                                        | Votos (%)        | Con.             | Ref. |
| ----------- | ----------- | ----------------------------------------------------------- | ---------- | ------------------------ | ------------------------------------------------ | ---------------- | ---------------- | ---- |
|             | APRA        | Lista - Partido Aprista Peruano (APRA)                      |            | Omar Quezada Martínez    | Aprismo                                          | 22.97%           | 7                |      |
|             | MIRE        | Lista - Movimiento Independiente Innovación Regional (MIRE) |            | Isaac Molina Chávez      | Regionalismo ayacuchano                          | 15.31%           | 1                |      |
|             | RA          | Lista - Renacimiento Andino (RA)                            |            | José Pissani Zúñiga      | Indigenismo Plurinacionalismo Socialdemocracia   | 4.58%            | 0                |      |
|             | Sí Cumple   | Lista - Agrupación Independiente Sí Cumple (Sí Cumple)      |            | Rofilio Neyra Huamaní    | Fujimorismo Populismo de derecha                 | Nuevo            | Nuevo            |      |
|             | PNP         | Lista - Partido Nacionalista Peruano (PNP)                  |            | Enrique Moya Bendezú     | Socialismo democrático Nacionalismo de izquierda | Nuevo            | Nuevo            |      |
|             | FRA         | Lista - Frente Regional Ayacucho (FRA)                      |            | José Palomino García     | Regionalismo ayacuchano                          | Nuevo            | Nuevo            |      |
|             | QT          | Lista - Qatun Tarpuy (QT)                                   |            | Alfredo Guillén Canchari | Regionalismo ayacuchano                          | Nuevo            | Nuevo            |      |

## Resultados

### Sumario general
| |                                                      |              |              |              |            |            |  |  |
| Partidos y coaliciones | Partidos y coaliciones                               | Voto popular | Voto popular | Voto popular | Consejeros | Consejeros |  |  |
| Partidos y coaliciones | Partidos y coaliciones                               | Votos        | %            | ±pp          | Total      | +/−        |  |  |
| | Movimiento Independiente Innovación Regional (MIRE)1 | 58,542       | 25.15        | +9.84        | 7          | +6         |  |  |
| | Partido Aprista Peruano (APRA)                       | 44,058       | 18.93        | –4.04        | 1          | –6         |  |  |
| | Agrupación Independiente Sí Cumple (Sí Cumple)       | 39,879       | 17.14        | Nuevo        | 1          | +1         |  |  |
| | Partido Nacionalista Peruano (PNP)                   | 34,858       | 14.98        | Nuevo        | 1          | +1         |  |  |
| | Qatun Tarpuy (QT)                                    | 32,536       | 13.98        | Nuevo        | 1          | +1         |  |  |
| | Frente Regional Ayacucho (FRA)                       | 17,999       | 7.73         | Nuevo        | 0          | ±0         |  |  |
| | Renacimiento Andino (RA)                             | 4,855        | 2.09         | –2.49        | 0          | ±0         |  |  |
| |                                                      |              |              |              |            |            |  |  |
| Total | Total                                                | 232,727      |              |              | 11         | ±0         |  |  |
| |                                                      |              |              |              |            |            |  |  |
| Votos válidos | Votos válidos                                        | 232,727      | 85.73        | +3.56        |            |            |  |  |
| Votos en blanco | Votos en blanco                                      | 16,635       | 6.13         | +0.18        |            |            |  |  |
| Votos nulos | Votos nulos                                          | 22,093       | 8.14         | –3.74        |            |            |  |  |
| Votos emitidos | Votos emitidos                                       | 271,455      | 84.79        | +9.43        |            |            |  |  |
| Abstenciones | Abstenciones                                         | 48,710       | 15.21        | –9.43        |            |            |  |  |
| Votantes registrados | Votantes registrados                                 | 320,165      |              |              |            |            |  |  |
| |                                                      |              |              |              |            |            |  |  |
| Fuente: |                                                      |              |              |              |            |            |  |  |
| Notas al pie: 1 Comparado con los resultados de Movimiento Independiente Integración Regional (IR) en las elecciones de 2002. |                                                      |              |              |              |            |            |  |  |
| Notas al pie: |                                                      |              |              |              |            |            |  |  |
| 1 Comparado con los resultados de Movimiento Independiente Integración Regional (IR) en las elecciones de 2002.               |                                                      |              |              |              |            |            |  |  |

### Autoridades electas
| Cargo                               | Autoridad electa | Autoridad electa            | Partido político | Partido político                             |
| ----------------------------------- | ---------------- | --------------------------- | ---------------- | -------------------------------------------- |
| Presidente Regional de Ayacucho     |                  | Isaac Molina Chávez         |                  | Movimiento Independiente Innovación Regional |
| Vicepresidente Regional de Ayacucho |                  | Rubén Quispe Bedriñana      |                  | Movimiento Independiente Innovación Regional |
| Consejero Regional de Ayacucho      |                  | Justo Rodríguez Vera        |                  | Movimiento Independiente Innovación Regional |
| Consejera Regional de Ayacucho      |                  | Zonia Meneses de Yaranga    |                  | Movimiento Independiente Innovación Regional |
| Consejero Regional de Ayacucho      |                  | Daniel Quevedo Tincopa      |                  | Movimiento Independiente Innovación Regional |
| Consejera Regional de Ayacucho      |                  | Amalia Velásquez Pérez      |                  | Movimiento Independiente Innovación Regional |
| Consejero Regional de Ayacucho      |                  | Albino Ccenta Tupia         |                  | Movimiento Independiente Innovación Regional |
| Consejero Regional de Ayacucho      |                  | César Lagoa Arriarán        |                  | Movimiento Independiente Innovación Regional |
| Consejero Regional de Ayacucho      |                  | Emiliano Chuchón Castro     |                  | Movimiento Independiente Innovación Regional |
| Consejera Regional de Ayacucho      |                  | Zunilda Gutiérrez Fernández |                  | Partido Aprista Peruano                      |
| Consejero Regional de Ayacucho      |                  | Zacarías Morales Castillo   |                  | Agrupación Independiente Sí Cumple           |
| Consejera Regional de Ayacucho      |                  | Yanett Quispe Guillén       |                  | Partido Nacionalista Peruano                 |
| Consejero Regional de Ayacucho      |                  | Wilber Alanya González      |                  | Qatun Tarpuy                                 |